# 고마쓰정 (이시카와현)
고마쓰정(小松町)은 이시카와현 노미군에 존재했던 정이다.

## 역사
- 1889년 4월 1일 - 정촌제 시행에 의해 주변의 31개정을 합병해 고마쓰정이 성립하였다.
- 1940년 12월 1일 - 고마쓰정, 아타카정, 마키촌, 이타즈촌, 시로에촌, 노시로촌, 미유키촌, 아와즈촌이 합병해 고마쓰시가 성립하였다.

## 참고문헌
- 『全日本地名辞典 石川県』
- 가도카와 일본 지명 대사전 17 石川県